# منتزعة الكبريت ملتهمة الفركتوز
منتزعة الكبريت ملتهمة الفركتوز (الاسم العلمي: Desulfovibrio fructosivorans) هي نوع من البكتيريا، سلبية الغرام، تتبع جنس منتزعة الكبريت.